# Markus Hongler

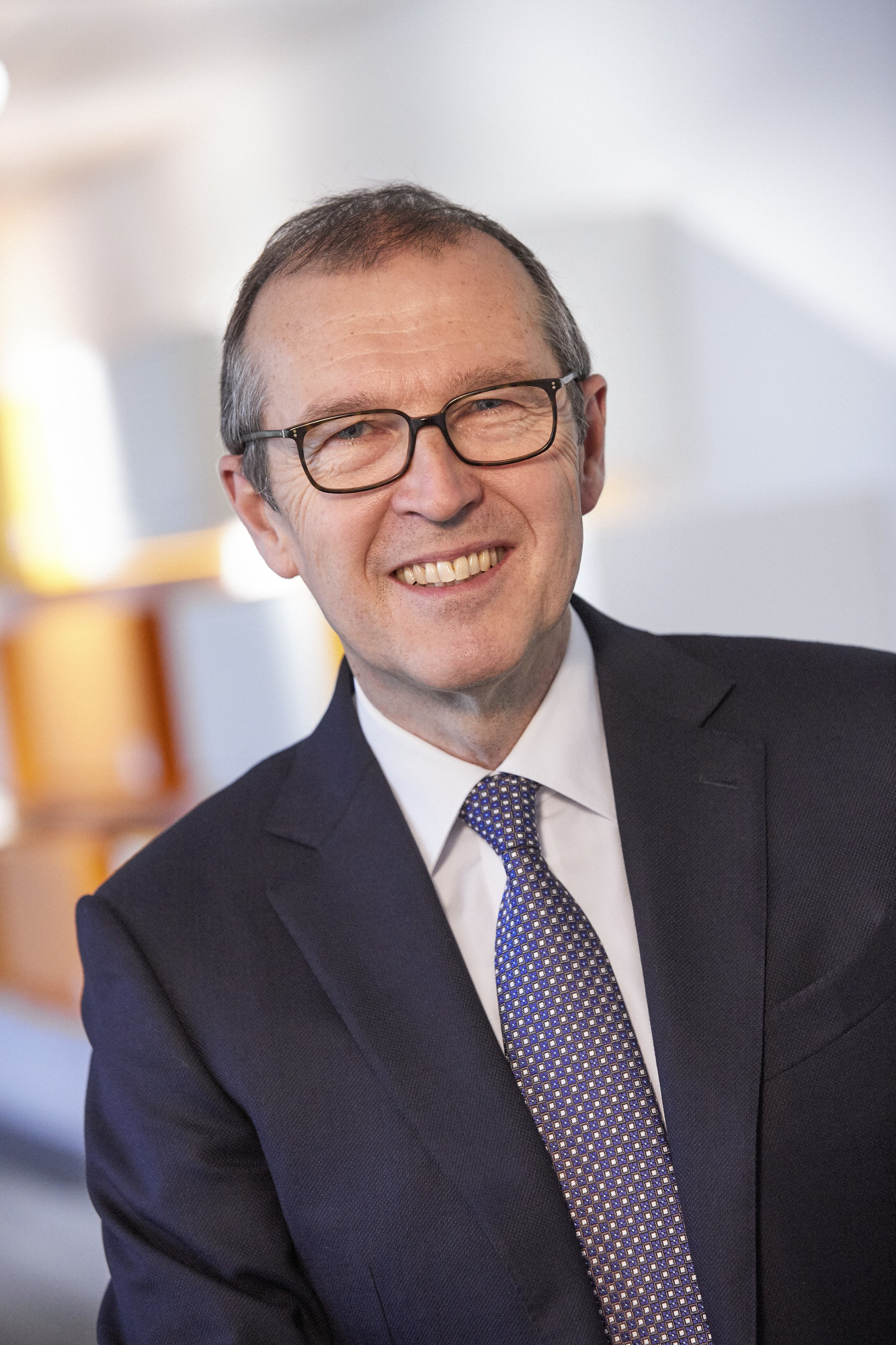
Markus Hongler (2016)

Markus Hongler (* 15. September 1957) ist ein Schweizer professioneller Verwaltungsrat. Seit 2021 ist er Verwaltungsratspräsident der Luzerner Kantonalbank. Von 2011 bis 2020 war er CEO der Schweizerischen Mobiliar Versicherungsgesellschaft AG. 

## Leben
Der Luzerner Hongler absolvierte eine kaufmännische Lehre auf der Generalagentur Luzern der Mobiliar. Nach verschiedenen Weiterbildungen in der Schweiz und in den USA trat Hongler 1983 in die Zurich Versicherung ein, wo er 1997 bis 2001 Mitglied der Geschäftsleitung von Zurich Schweiz war und danach bis 2005 CEO Zurich Global Corporate in Europa. Von 2006 bis 2008 leitete Hongler als CEO das Schweizer Geschäft der Zurich, danach war er bis 2011 als CEO Western Europe und Mitglied der erweiterten Konzernleitung von Zurich Financial Services tätig.
Im Mai 2011 – gut 30 Jahre nach Beginn seiner Lehre bei der Mobiliar – trat Hongler die Nachfolge von Urs Berger als CEO der Mobiliar Versicherung an. Im Dezember 2020 trat er als CEO der Mobiliar zurück. Seine Nachfolge übernahm Michèle Rodoni.
Hongler ist seit 2018 Verwaltungsrat der Luzerner Kantonalbank AG (LUKB) und seit 2021 in Nachfolge von Doris Russi Schurter deren Verwaltungsratspräsident. Ferner ist er Stiftungsratspräsident des Lucerne Festival.